# Jaren Jackson Jr.
Jaren Walter Jackson Jr. (Carmel, 15 de setembro de 1999) é um basquetebolista americano que atualmente joga pelo Memphis Grizzlies, time da NBA. Em 21 de Junho de 2018, foi draftado na 4ª escolha pelo Memphis Grizzlies. No fim da sua primeira temporada, foi selecionada para o Primeiro Time do NBA All-Rookie Team.

## Estatísticas de carreira
|  | Líder da liga |

### Temporada Regular
| Ano      | Equipe   | PJ  | PT  | MPJ  | AP   | 3P   | LL   | RT  | AS  | BR  | TO  | PPJ  |
| -------- | -------- | --- | --- | ---- | ---- | ---- | ---- | --- | --- | --- | --- | ---- |
| 2018–19  | Memphis  | 58  | 56  | 26.1 | .506 | .359 | .766 | 4.7 | 1.1 | 0.9 | 1.4 | 13.8 |
| 2019–20  | Memphis  | 57  | 57  | 28.5 | .469 | .394 | .747 | 4.6 | 1.4 | 0.7 | 1.6 | 17.4 |
| 2020–21  | Memphis  | 11  | 4   | 23.5 | .424 | .283 | .833 | 5.6 | 1.1 | 1.1 | 1.6 | 14.4 |
| 2021-22  | Memphis  | 78  | 78  | 27.3 | .415 | .319 | .823 | 5.8 | 1.1 | 0.9 | 2.3 | 16.3 |
| 2022-23  | Memphis  | 63  | 63  | 28.4 | .506 | .355 | .788 | 6.8 | 1.0 | 1.0 | 3.0 | 18.6 |
| Carreira | Carreira | 267 | 258 | 27.4 | .466 | .352 | .790 | 5.5 | 1.1 | 0.9 | 2.1 | 16.4 |
| All-Star | All-Star | 1   | 0   | 7.9  | .750 | .000 | –    | 1.0 | 0.0 | 0.0 | 0.0 | 6.0  |

Playoffs
| Ano      | Equipe   | PJ | PT | MPJ  | AP   | 3P   | LL   | RT  | AS  | BR  | TO  | PPJ  |
| -------- | -------- | -- | -- | ---- | ---- | ---- | ---- | --- | --- | --- | --- | ---- |
| 2021     | Memphis  | 5  | 5  | 27.4 | .426 | .286 | .875 | 5.6 | 1.0 | 1.0 | 1.2 | 13.6 |
| Carreira | Carreira | 5  | 5  | 27.4 | .426 | .286 | .875 | 5.6 | 1.0 | 1.0 | 1.2 | 13.6 |

### Universidade
| Ano     | Equipe         | PJ | PT | MPJ  | AP   | 3P   | LL   | RT  | AS  | BR  | TO  | PPJ  |
| ------- | -------------- | -- | -- | ---- | ---- | ---- | ---- | --- | --- | --- | --- | ---- |
| 2017–18 | Michigan State | 33 | 32 | 22.2 | .520 | .396 | .797 | 5.8 | 1.2 | 0.6 | 3.2 | 11.3 |

## Prêmios e Homenagens
- NBA Defensive Player of the Year: 2023
- 2x NBA All-Star: 2023, 2025
- NBA All-Rookie Team:
  - Primeiro time: 2019
- 3x NBA All-Defensive Team:
  - Primeiro time: 2022, 2023
  - Segundo time: 2025[3]
- 2x Líder em tocos por jogo da NBA: 2022 e 2023